# Timber Pines
Timber Pines és una concentració de població designada pel cens dels Estats Units a l'estat de Florida. Segons el cens del 2000 tenia 5.840 habitants.

## Demografia
Segons el cens del 2000, Timber Pines tenia 5.840 habitants, 3.229 habitatges, i 2.408 famílies. La densitat de població era de 947,4 habitants/km².
Dels 3.229 habitatges en un 0,9% hi vivien nens de menys de 18 anys, en un 72,7% hi vivien parelles casades, en un 1,4% dones solteres, i en un 25,4% no eren unitats familiars. En el 23,3% dels habitatges hi vivien persones soles el 21,2% de les quals corresponia a persones de 65 anys o més que vivien soles. El nombre mitjà de persones vivint en cada habitatge era d'1,81 i el nombre mitjà de persones que vivien en cada família era de 2,05.
Per edats la població es repartia de la següent manera: un 1% tenia menys de 18 anys, un 0,5% entre 18 i 24, un 1,5% entre 25 i 44, un 18,5% de 45 a 60 i un 78,4% 65 anys o més.
L'edat mediana era de 72 anys. Per cada 100 dones de 18 o més anys hi havia 84,3 homes.
La renda mediana per habitatge era de 43.666 $ i la renda mediana per família de 50.526 $. Els homes tenien una renda mediana de 20.278 $ mentre que les dones 50.078 $. La renda per capita de la població era de 34.900 $. Entorn de l'1,5% de les famílies i el 2,6% de la població estaven per davall del llindar de pobresa.

## Poblacions més properes
El següent diagrama mostra les poblacions més properes.